# Patricia Woertz
Patricia Ann Woertz, född 17 mars 1953, är en amerikansk företagsledare som är styrelseordförande (2007–), president och vd (2006–) för den amerikanska jordbruksjätten Archer Daniels Midland Company. Innan dess tillbringade hon 29 år (1977–2006) hos den amerikanska petroleumbolaget Chevron Corporation varav 13 år på höga chefsposter inom bolaget.
Hon studerade redovisning vid Penn State University.
Woertz sitter också i styrelsen för den amerikanska dagligvarujätten The Procter & Gamble Company sedan 2008.